# Єльнінський повіт
Єльнінський пові́т — історична адміністративно-територіальна одиниця у складі Смоленської губернії Російської імперії. Повітовий центр — місто Єльня.

## Історія
Повіт утворено 1775 року під час адміністративної реформи імператриці Катерини II у складі Смоленського намісництва.
1796 — поновлено у складі відновленої Смоленської губернії.
Остаточно ліквідований 1928 року за новим адміністративно-територіальним розмежуванням.

## Населення
За даними перепису 1897 року в повіті мешкало 137 864 особи (64 164 чоловіки та 73 700 — жінок). За національним складом: росіяни — 96,7%, білоруси — 2,7%. У повітовому місті Єльні мешкало 2441 особа.

## Адміністративний поділ
На 1913 рік повіт поділявся на 17 волостей:
- Арнишицька;
- Богородицька;
- Болтулинська;
- Волково-Єгор'євська;
- Гнездиловська;
- Даниловицька;
- Докудовська;
- Дубосищенська;
- Заболотська;
- Івонинська;
- Коноплинська;
- Мархоткинська;
- Осельська;
- Сичовська;
- Стригинська;
- Уваровська;
- Хмарська.